# 多ケ谷亮
多ケ谷 亮（たがや りょう、1968年（昭和43年）11月25日 - ）は、日本の政治家。れいわ新選組所属の衆議院議員（2期）、同党副代表。元れいわ新選組国会対策委員長（初代）。
衆議院議員としては、「たがや亮」の表記で主に活動している。

## 経歴
東京都新宿区生まれ。新宿区立戸塚第三幼稚園-新宿区立戸塚第三小学校（小学三年迄）-新宿区立天神小学校-新宿区立大久保中学校卒業。
國學院大學久我山高等学校卒業。野球部に所属したが退部しバンドマンに転向。
國學院大學文学部（哲学科）在学中に飲食店を起業し数々の人気店を出店。ほか、飲食上場会社の店舗プロデュース、アドバイザー、飲食コンサルタントなども務める。
2012年11月26日、国民の生活が第一から次期衆院選東京10区の公認内定を受ける。
翌12月の第46回衆議院議員総選挙では、生活の合流先である日本未来の党公認で立候補し、自由民主党の小池百合子に大差で敗れ落選。
2014年12月、第47回衆議院議員総選挙に東京10区から生活の党公認で立候補し落選。
2016年11月、民進党から次期衆院選での千葉11区の公認内定を受け、活動の基盤を千葉に移した。
2017年10月、第48回衆議院議員総選挙に千葉11区から希望の党公認で立候補し、自民党の森英介に敗れ落選。
2020年9月4日にれいわ新選組から次期衆院選の公認内定を受ける。
2021年10月、第49回衆議院議員総選挙に千葉11区かられいわ新選組公認で立候補し、森に再び敗れたが、重複立候補していた比例南関東ブロックで復活当選した。11月12日、党国会対策委員長に就任。
2024年10月、第50回衆議院議員総選挙に千葉11区かられいわ新選組公認で立候補し、森に3度目の敗北を期したが、森との票差を縮め、重複立候補していた比例南関東ブロックで復活当選した。11月、党国対委員長を退任し副代表に就任。

## 政策・主張
憲法問題
- 憲法改正について、2021年のアンケートで「賛成」と回答[12]。
- 「緊急事態条項」を憲法に設けることについて、2021年のアンケートで「反対」と回答[13]。
- 攻撃を受ける前に相手の拠点をたたく「敵基地攻撃能力」の保有について、2021年のアンケートで「反対」と回答[13]。

ジェンダー問題
- 選択的夫婦別姓制度の導入について、2021年のアンケートで「賛成」と回答[12]。
- 同性婚について、2021年のアンケートで「賛成」と回答[12]。

その他
- 消費税廃止を主張している[14]。
- 高校、大学の無償化について所得制限をなくすことに、2021年のアンケートで「賛成」と回答[13]。
- 日本の核武装について、2021年のアンケートで「 将来にわたって検討すべきではない」と回答[13]。

## 議員連盟
- インボイス問題検討超党派議員連盟[15]
- 子どもへのワクチン接種とワクチン後遺症を考える超党派議員連盟[16]

## 選挙歴
| 当落 | 選挙                   | 執行日         | 年齢 | 選挙区       | 政党         | 得票数    | 得票率 | 定数 | 得票順位 /候補者数 | 政党内比例順位 /政党当選者数 |
| ---- | ---------------------- | -------------- | ---- | ------------ | ------------ | --------- | ------ | ---- | ------------------ | ---------------------------- |
| 落   | 第46回衆議院議員総選挙 | 2012年12月16日 | 44   | 東京都第10区 | 日本未来の党 | 2万4414票 | 12.03% | 1    | 3/4                | 8/1                          |
| 落   | 第47回衆議院議員総選挙 | 2014年12月14日 | 46   | 東京都第10区 | 生活の党     | 9663票    | 5.24%  | 1    | 4/5                | 2/0                          |
| 落   | 第48回衆議院議員総選挙 | 2017年10月22日 | 48   | 千葉県第11区 | 希望の党     | 4万5345票 | 26.18% | 1    | 3/3                | 13/4                         |
| 比当 | 第49回衆議院議員総選挙 | 2021年10月31日 | 52   | 千葉県第11区 | れいわ新選組 | 3万432票  | 17.74% | 1    | 3/3                | 1/1                          |
| 比当 | 第50回衆議院議員総選挙 | 2024年10月27日 | 55   | 千葉県第11区 | れいわ新選組 | 4万5616票 | 28.42% | 1    | 2/3                | 1/1                          |